# Kérődzők
A kérődzők (Ruminantia) az emlősök (Mammalia) osztályába és a párosujjú patások (Artiodactyla) rendjébe tartozó alrend.
A Ruminantiamorpha nevű klád egyetlen alrendje.

## Leírásuk

Szarvasmarha gyomra

Jellemző táplálkozási módjuk, amiről a taxon a nevét kapta, a kérődzés. Ennek során az állatok a tápanyagok elfogyasztása után az élelmet visszaöklendezik (visszakérődzik), majd újra elfogyasztják. Így az eledelt tehát kétszer rágják meg.
E táplálkozási mód során a bélcsatorna átváltozott. A gyomor rendesen négy részből áll, azaz összetett. A nyelőcső után a bendő (rumen) található, utána következik a recésgyomor (reticulum). A harmadik rész a leveles- vagy százrétű gyomor (omasus). Végül az igazi, oltógyomor (abomasus).

## Elnevezéseik
A kérődzők többségének hímjét, nőstényét, illetve kicsinyét a bika, tehén (még nem ellett egyedek esetében szarvasféléknél régiesen ünő, a szarvasmarhánál pedig üsző) és borjú szavakkal jelöljük. Kivételt képeznek a tülkösszarvúak és a szarvasfélék egyes fajai. A kecskeformáknál a bak, nőstény és gida (lásd: kecskék, havasi kecske, zerge, vadkecske), illetve a kos, nőstény és bárány (régiesen olykor jerke) nevek használatosak (vadjuhok és juh, féljuhok, sörényes juh). Az őzek hímje a bak, nősténye a suta és a fiatal egyedeinek neve a gida.

## Rendszerezés
Az alrend számos családjából ma már csak az alábbi 6 tartalmaz élő fajokat:
- kancsilfélék (Tragulidae) H. Milne-Edwards, 1864
- tülkösszarvúak (Bovidae) J. E. Gray, 1821
- szarvasfélék (Cervidae) Goldfuss, 1820
- pézsmaszarvasfélék (Moschidae) J. E. Gray, 1821
- villásszarvúantilop-félék (Antilocapridae) J. E. Gray, 1866
- zsiráffélék (Giraffidae) J. E. Gray, 1821